# Петухов, Егор Сергеевич
Егор Сергеевич Петухов (род. 28 февраля 1994, Барнаул) — российский и казахстанский хоккеист, нападающий.

## Карьера
Воспитанник барнаульского хоккея. В 2011—2013 годах выступал в Молодёжной хоккейной лиге в составе барнаульской команды «Алтай». В 2013-15 годах выступал в Бердске в составе «Кристалла» — дочерней молодёжной команды новосибирской «Сибири». В молодёжных командах провёл 116 игр в МХЛ и 71 игру в МХЛ Б.
Взрослая карьера Петухова началась в 2015 году в составе «Номада» Астана, Казахстан. В сезоне 2016/17 года стал чемпионом Казахстана. В следующем сезоне «Номад» выиграл серебро, как и в сезоне 2018/19 года. При этом Петухов начал привлекаться в «Барыс».
Всего в чемпионате Казахстана провёл 178 игр.
В составе «Барыса» отыграл 5 сезонов в КХЛ, проведя 263 игры, набрав 34+18 очков по системе «гол+пас».
В 2023 году подписал двухлетний контракт с московским «Динамо».
Летом 2024 года перешёл в «Адмирал» в результате обмена.
6 сентября 2024 года сделал хет-трик в ворота «Куньлуня» (4:5 ОТ).
Привлекался в сборную Казахстана, в составе которой в 40 играх набрал 9+9 очков.